# الشونة
الشونة كانت قرية فلسطينية تبعد 6 كيلومتر جنوب مدينة صفد. قرب وادي عامود؛ كذلك من البلدات المحيطة بها القديرية وياقوق وفراضية والظاهرية التحتا وخربة الحقاب وعكبرة.

## موقع الشّونة الجغرافيّ
تقع قرية الشونة مركز تتفرع منه عدة دروب تصلها باقي القرى والخرب المجاورة. وتتبع هذه الدروب مجاري الأودية، ويربط أحدها الشونة بياقوق. وتنتشر مضارب عرب السياد وعرب القديرات إلى الشرق من القرية.
أقيمت الشونة عند التقاء عند أودية شرعية تشكل معاً مجرى واحداً، هو مجرى وادي العامود، الذي ينحدر من مرتفعات صفد، ويصب في بحرية طبرية وترتفع الشونة 50 م فوق سطح البحر، وتحيط بها التلال من مختلف الجهات باستثناء الجهة الجنوبية الغربية الّتي يقع قرب مجرى وادي العمود.
بيوت القرية مبنية من اللبن والحجر، ويتّخذ مخططها التنظيمي شكلاً دائريًا. أمّا البُنى التّحتيّة والخدميّة في القرية فكانت عبارة عن بعض الدكاكين وجامع ومدرسة. أمّا مصدر الرّيّ الّي كان يُغذّي القرية فهو عين ماء تقع إلى الجنوب منها.أمّا ما يُميّز جغرافيا البلدة فهي الجروف الوعرة في الجهة الشرقية والجنوبية الشرقية من القرية. لهذا امتدت مبانيها في الاتجاه الغربي عند أقدام المرتفعات؛ الأمر الذي ساهم في تشكّيل في هذا الجزء من القرية بعض آبار تجميع مياه الأمطار.

## مساحة قرية الشّونة
بلغت مساحة الأراضي التابعة لقرية الشونة 3.660 دونماً. وقد انتشرت بساتين الفاكهة على السفوح الجبلية غربي وشمالي القرية.

## ملكيّة الأراضي
فيما يتعلّق بملكيّة الأراضي حتّى عام 1945 فهي على النّحو التّالي: فقد امتلك الفلسطينيّون من أراضي القرية حتّى عام 1945م، 3476 دونمًا من الأرض. أمّا الأراضي الّتي تسرّبت للصّهاينة فلا يُذكر أنّه تمّ تسريب أراضي لهم. أراضي المشاع قد بلغ إجمالها 184 دونمًا؛ وبهذا يكون إجمالي أراضي القرية هو 3660 دونمًا.

## التّعداد السّكّانيّ للشّونة
بلغ عدد سكان الشونة 83 نسمة في عام 1922، وفي عام 1945 قدر عددهم بنحو 170 نسمة. وقد أخرجهم اليهود من ديارهم في عام 1948. أمّا عدد اللّاجئين حتّى عام 1998 فقد بلغ 1211 نسمة.

## لمحة عن احتلال القرية
ليس ثمة تاريخ دقيق ومحدّد يشير إلى لسقوط الشونة، لكن موقعها يرجّح أنها احتلت في سياق هجوم  قوّة البلماح العسكرية في نطاق ما يعرف في الرواية الإسرائيلية بعملية يفتاح وهي الكتيبة الأولى في . ومن الجائز أن يكون دخول القرية تم في أواخر نيسان/أبريل- أوائل أيار/مايو 1948، مثلما تم دخول غيرها من القرى المجاورة، تحضيراً للهجوم على صفد. ولا ذكر، فيما وصلنا من وثائق مكتوبة، لما جرى بعد ذلك من حوادث في القرية. كذلك فمن الجدير بالّكر أنّ هذه القرية تمّ تطهيرها عرقيًّا بالكامل.

## القرية اليوم
التل الذي كانت تقوم عليه القرية مسيّج الآن، ويشتمل على حيطان حجرية منهارة من المنازل المدمّرة كشواهد على وجود آثار لهذه القرية. بالإضافة إلى ذلك، ثمة في وادي العمود منزلان حجريان لهما أبواب ونوافذ مقنطرة، وهما شبه سليمين وإنْ كانا مهجورين. أما الأراضي المحيطة، فقد حُوّلت إلى محمية طبيعية، هي محمية ناحل عمود التي حوّلها الإسرائيليون أيضاً إلى متنزه ومرعى للمواشي. من الجدير بالذّكر أنّه لا يوجد مستعمرات على أرض هذه القرية. 

## وصلات خارجية
- الشونة ترحب بكم